# 万荣东岳庙
35°25′00″N 110°49′45″E / 35.41667°N 110.82917°E
万荣东岳庙位于中国山西省万荣县县城中心，解店镇西大街8号（后土大道），万荣县宾馆北侧。1988年被列为第三批全国重点文物保护单位。

## 历史
万荣东岳庙始建于唐贞观以前，与万泉县的设县年代大致相当。唐宋时期的寺庙建筑已毁于战乱。元至元二十八年至大德元年（1291年～1297年）重建东岳庙，明景泰、天顺、万历年间及清代屡有修葺。

## 建筑
万荣东岳庙呈狭长多进院落，现存主要建筑有中轴线上的飞云楼、午门、献殿、享亭、东岳大帝殿、阎王殿等，整个建筑群坐北朝南，占地面积10600平方米，按中国早期寺庙布局规制，楼塔设置在中轴线前。前后屋顶错落，飞檐斗拱，极为富丽堂皇。

### 飞云楼
飞云楼位于万荣东岳庙的山门内，雄踞于整个建筑群的前端，是中国木构楼阁建筑的经典之作，宏伟壮观。相传飞云楼创建于唐朝初期，为唐太宗李世民在平定河东地区叛乱后，为酬谢神明相助而在这一带修建了三座东岳庙，其中只有解店镇的东岳庙幸存至今。飞云楼在明万历四十五年（1617年）重修（说明此楼至少在万历四十五年时已经存在），现楼应清乾隆十一年(1746年)最近一次重修后的样貌。
飞云楼的建楼缘由，是为了解决万泉县县城地处孤峰山北坡，南高北低，不符合风水的要求的问题，于是在县城以北地势最低的地带，修建了三座象征泰山的巍峨高大的东岳庙和耸峙的高楼，在地理方位上呈倒三角形，分别在张瓮、解店和万泉县城北门外，与孤峰山相呼应，以起到“培其岗脉，聚其风气”的重要作用。
飞云楼楼身平面呈正方形，面阔、进深均为五间，楼高23.19米。楼两侧依柱砌墙，前后（南北方向）通透。楼分三层，四重檐（明三层暗五层），顶部为十字歇山顶。楼二、三层下部设平座，平座外沿设有较短的屋檐沟滴。屋檐沟滴的加入致使楼身外观呈现出六檐出厦。全楼三百四十五组斗拱密集排列，富于变化，如同祥云缠绕。四重屋檐、十二个三角形屋顶侧面、三十二个檐角宛若花瓣盛开，屋檐翘角飞扬，富于动感，令人目不暇接。飞云楼的第二、第三层，四面皆凸出歇山顶抱厦，呈“品”字形平面，使得外立面打破了单一的直线视角。三层屋檐上部覆盖黄、绿、蓝彩色重檐琉璃瓦，富丽堂皇。
虽为三层楼阁，但不是每层柱网相互叠架。楼用四根粗大的永定柱（通天柱）自底层直达三层梁下，自下而上贯通楼体，构成一个三层一体的构架。楼中间立四根直径0.7米，高15.45米的永定柱（通天柱）。其与周围28根立柱（立柱均是木质坚实的柏木）构成棋盘状格局，一个正方形的井筒式木架。柱体上密布小孔。
飞云楼楼身裸露木料本色，不施彩画，显得古朴庄重。而其结构巧妙、造型精美、外观壮丽，为中国传统木结构楼阁建筑的极致杰作，被誉为“中华第一木楼”，历代来不断受到人们的赞誉：
明万历四十五年（1617年）碑中记：“以高则数十仞，以围则九官八卦，千楹百栋，层层迭迭，绵绵永永，以系人心，志不忘也。”
清乾隆十一年（1746年）碑中记：高楼耸峙，上接云衢。层檐迭角，如系而如飞。画栋雕梁，晖月而映星。”
万荣民间俗语：“万荣有个解店楼，半截插在云里头”。
柴泽俊《山西几处精巧的古代楼阁》一文中称赞此楼：“飞云楼以其华美的造型、精巧的结构，闻名全国，在我国现存古代楼阁式建筑中居重要地位。”

美轮美奂的飞云楼无论在民间还是在建筑史学界均享有极高的口碑，被称为中国建筑史上极为罕见的旷世杰作。《中国古代建筑史》将其列为全国20大名楼之一

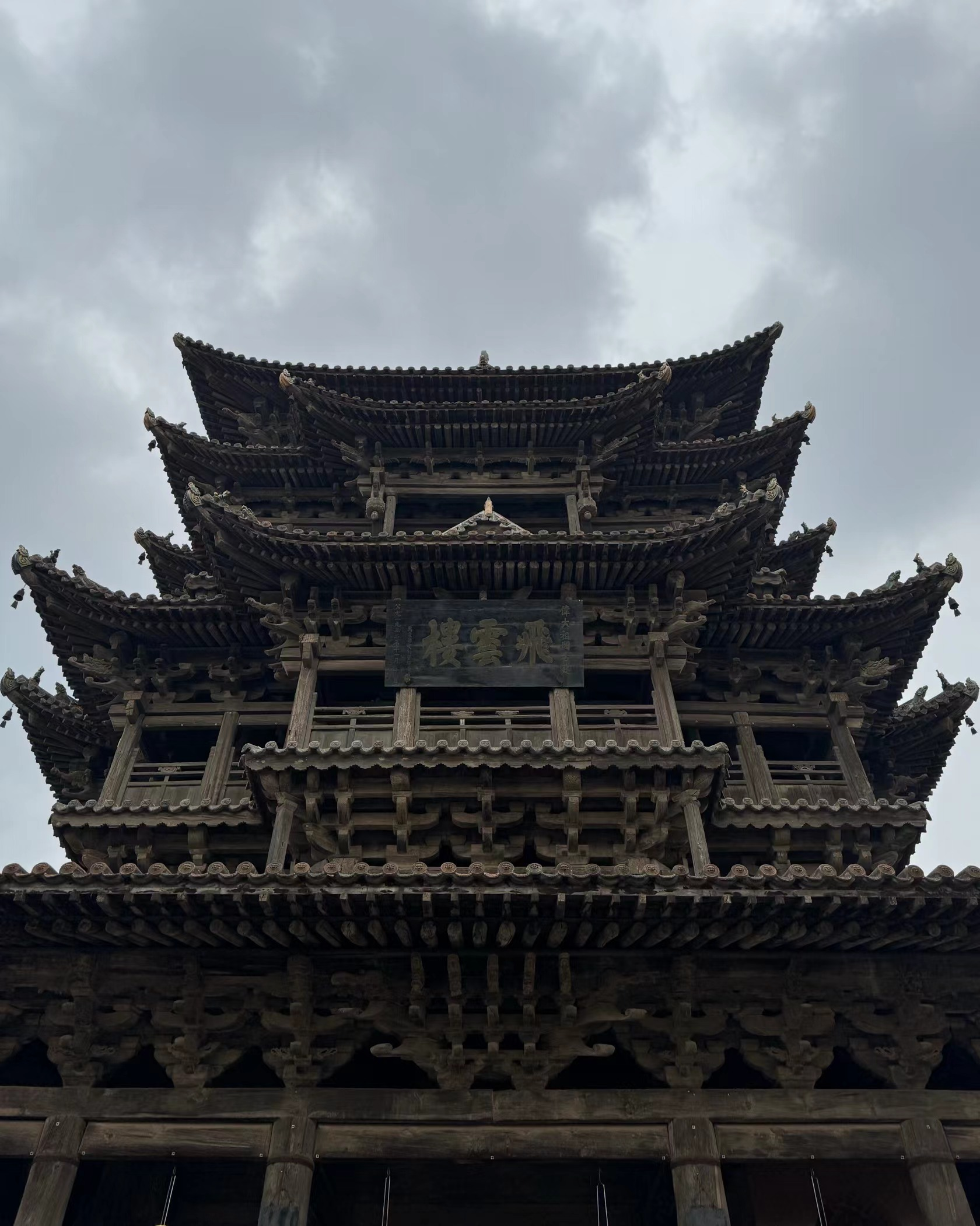
正面特写
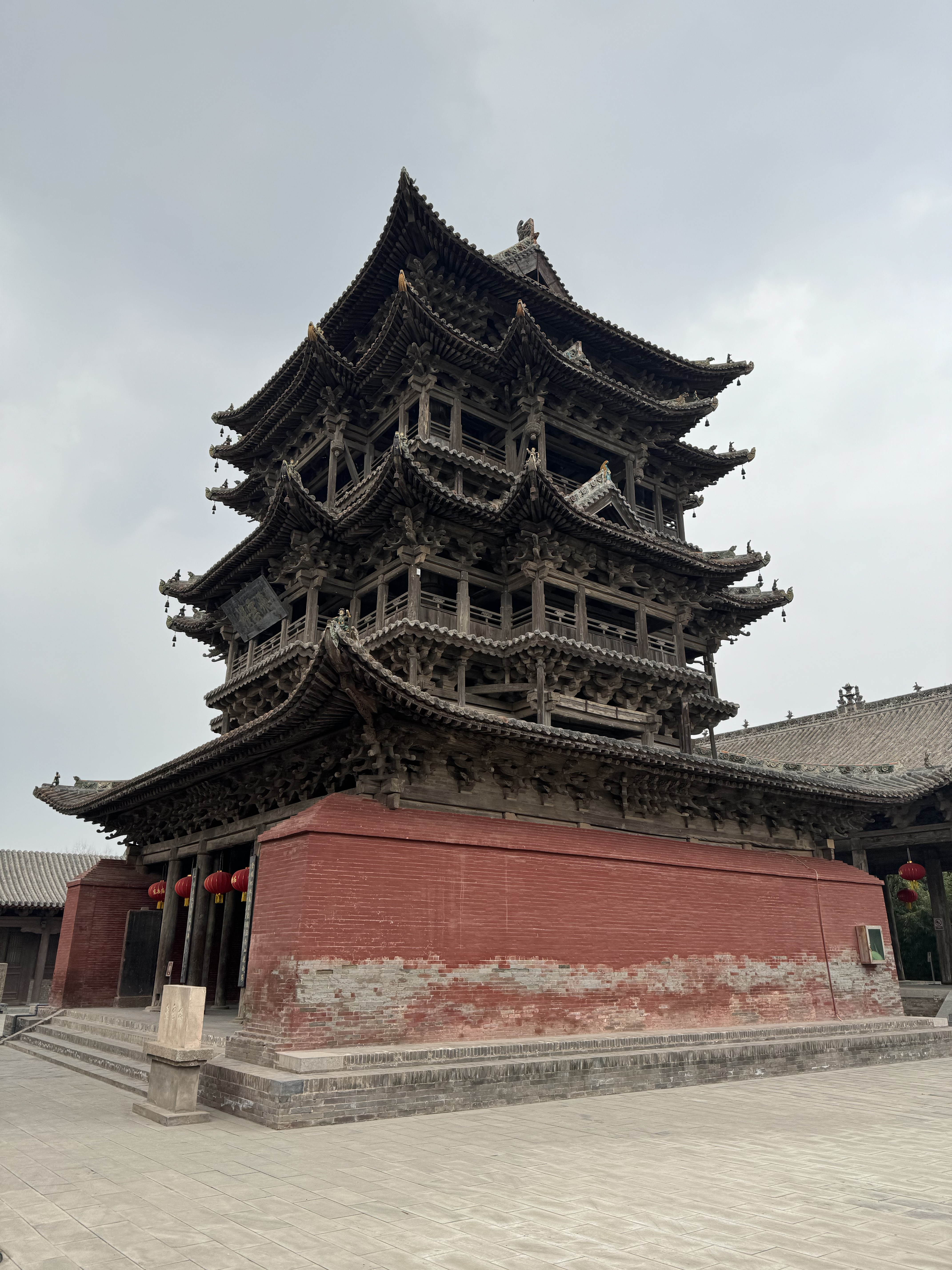
右侧
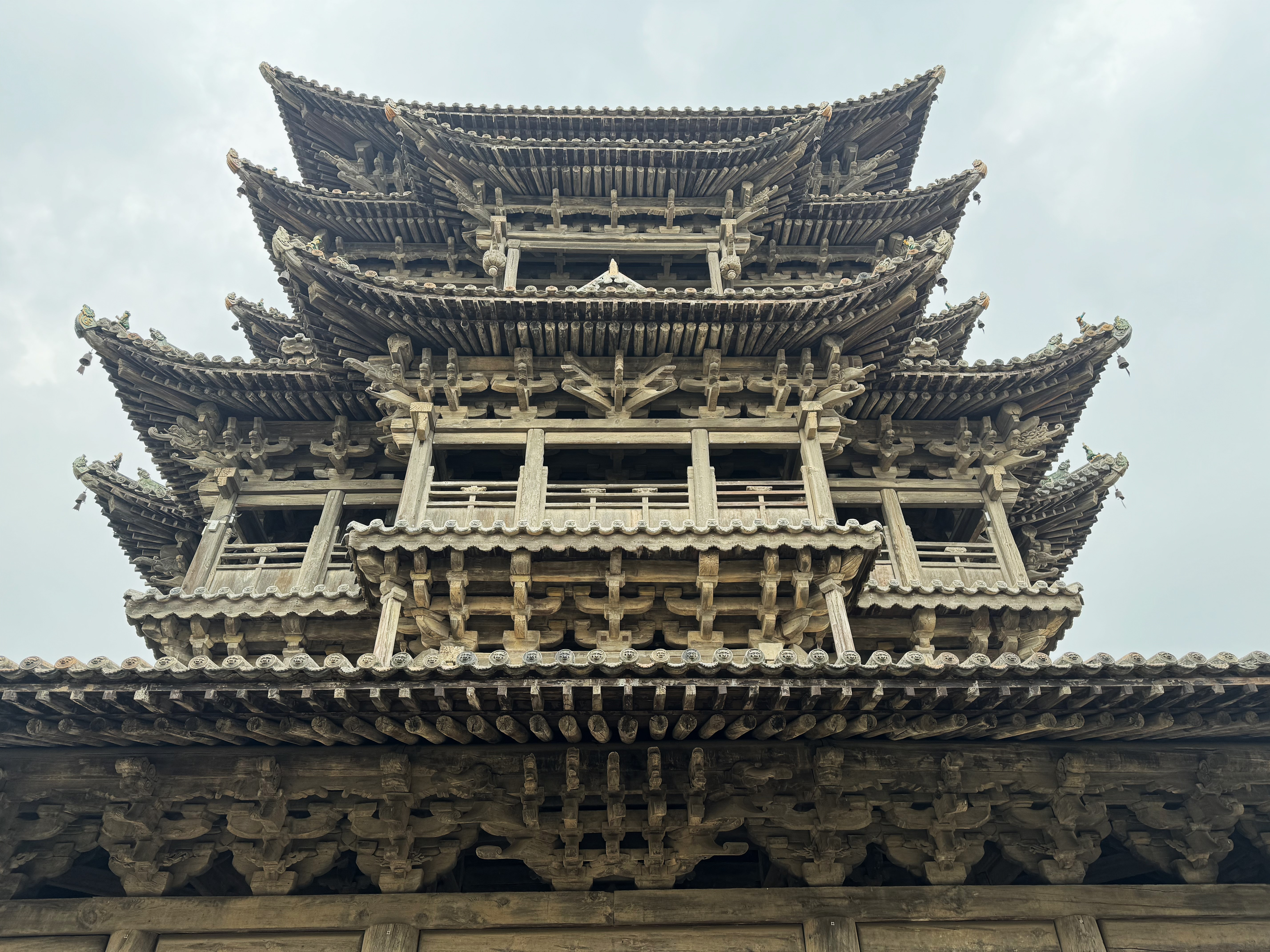
背面特写
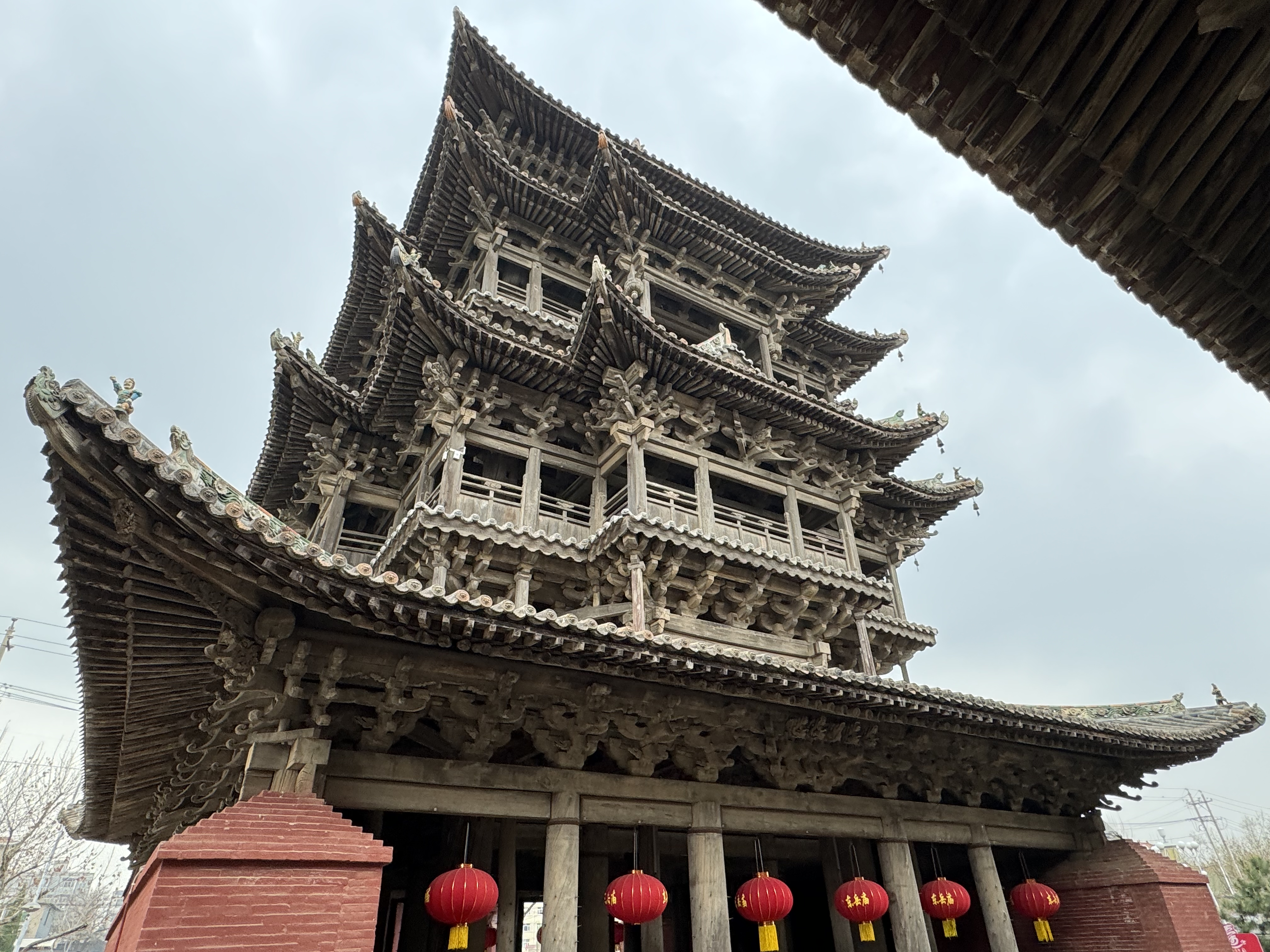
背面
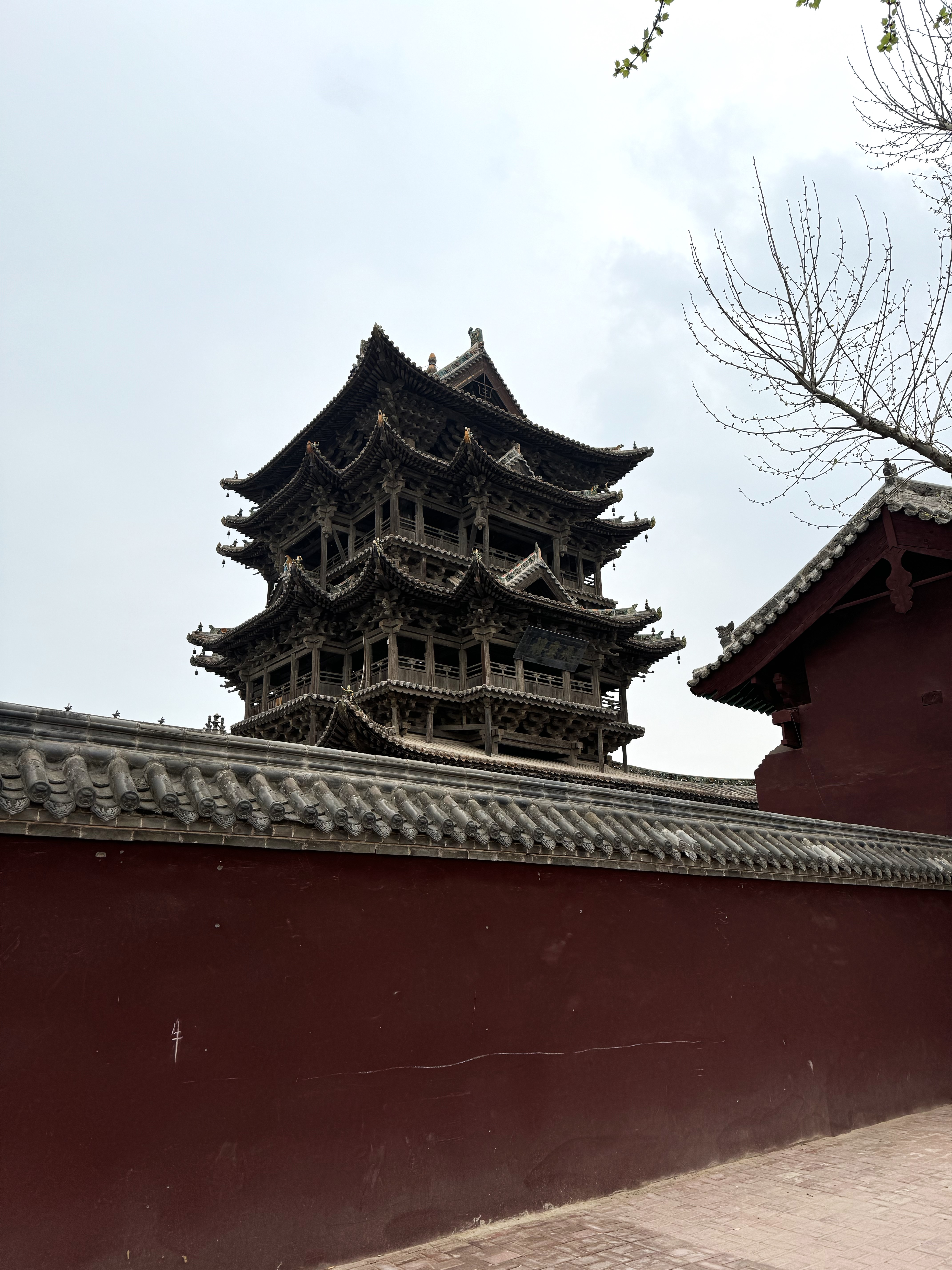
墙外远景

### 午门
元代木构建筑，后历代修缮。殿为单檐歇山顶。面阔七间，进深六椽。

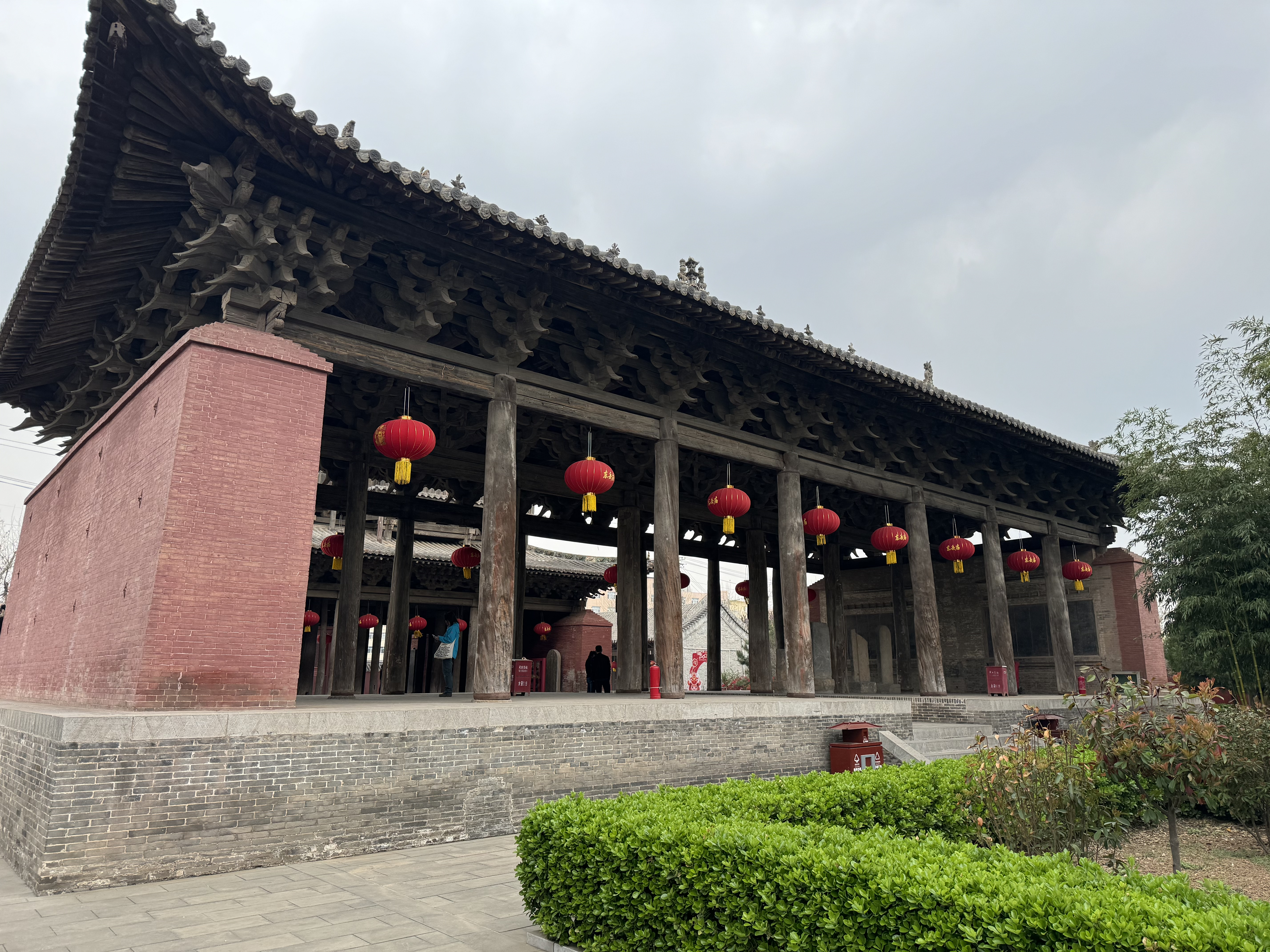
午门背面

### 献殿
献殿是庙宇中摆放供品之处。这是一座元代木构建筑，后历代修缮。殿为单檐硬山顶，面阔七间，进深六椽。献殿的柱子稍有弯曲，体现元代建筑的粗犷风格。

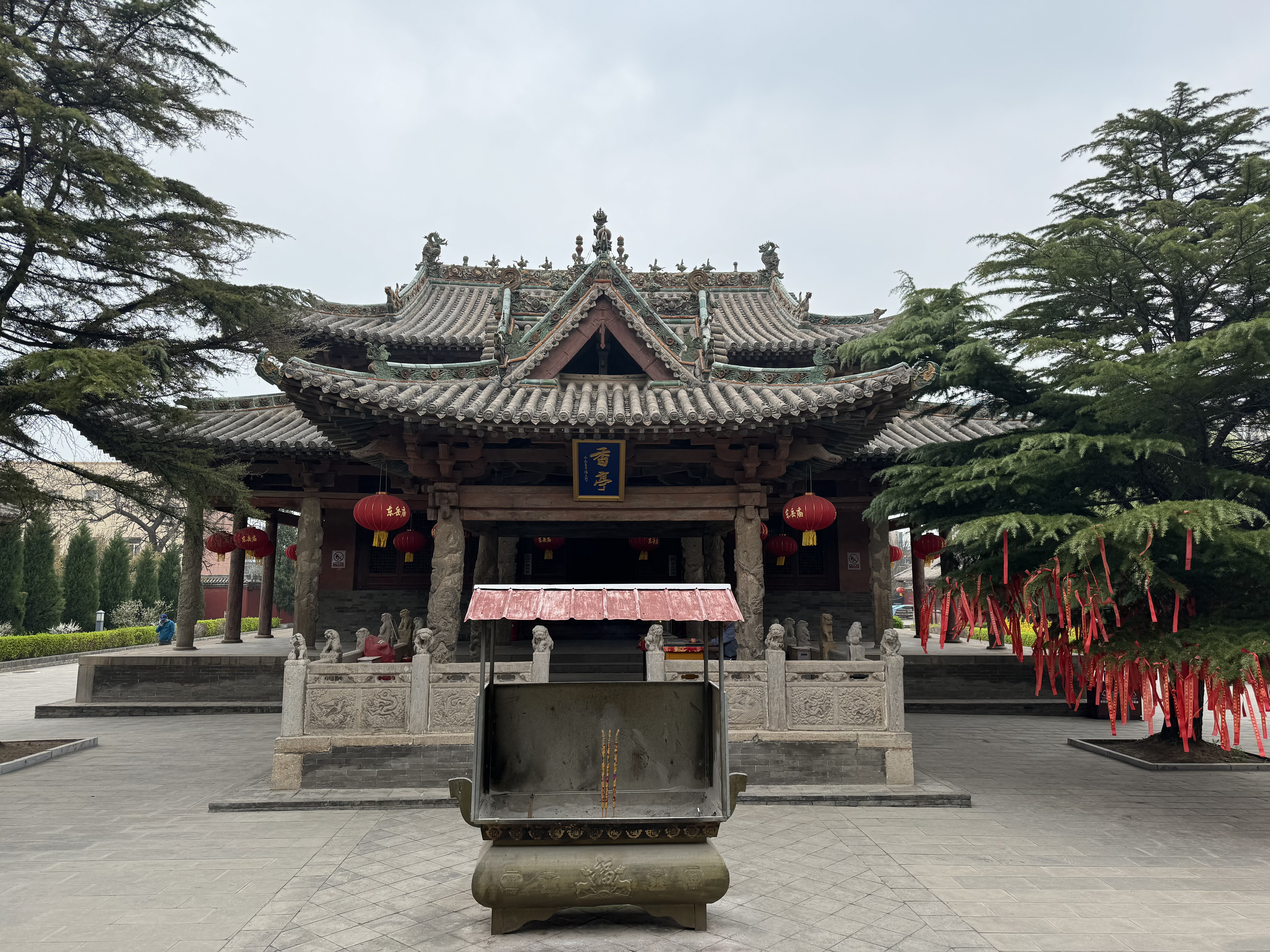
东岳庙享亭和背后大帝殿

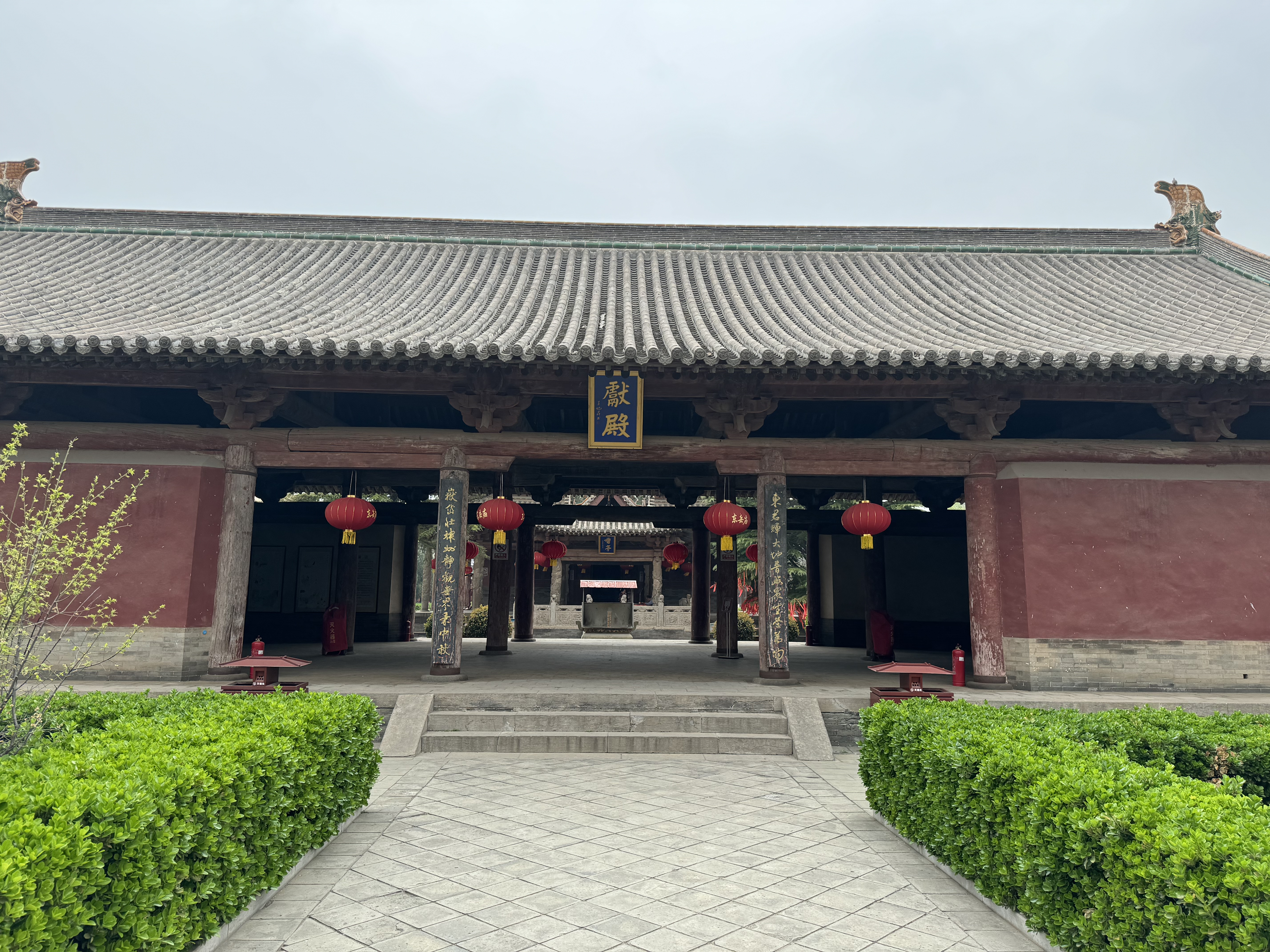
献殿正面
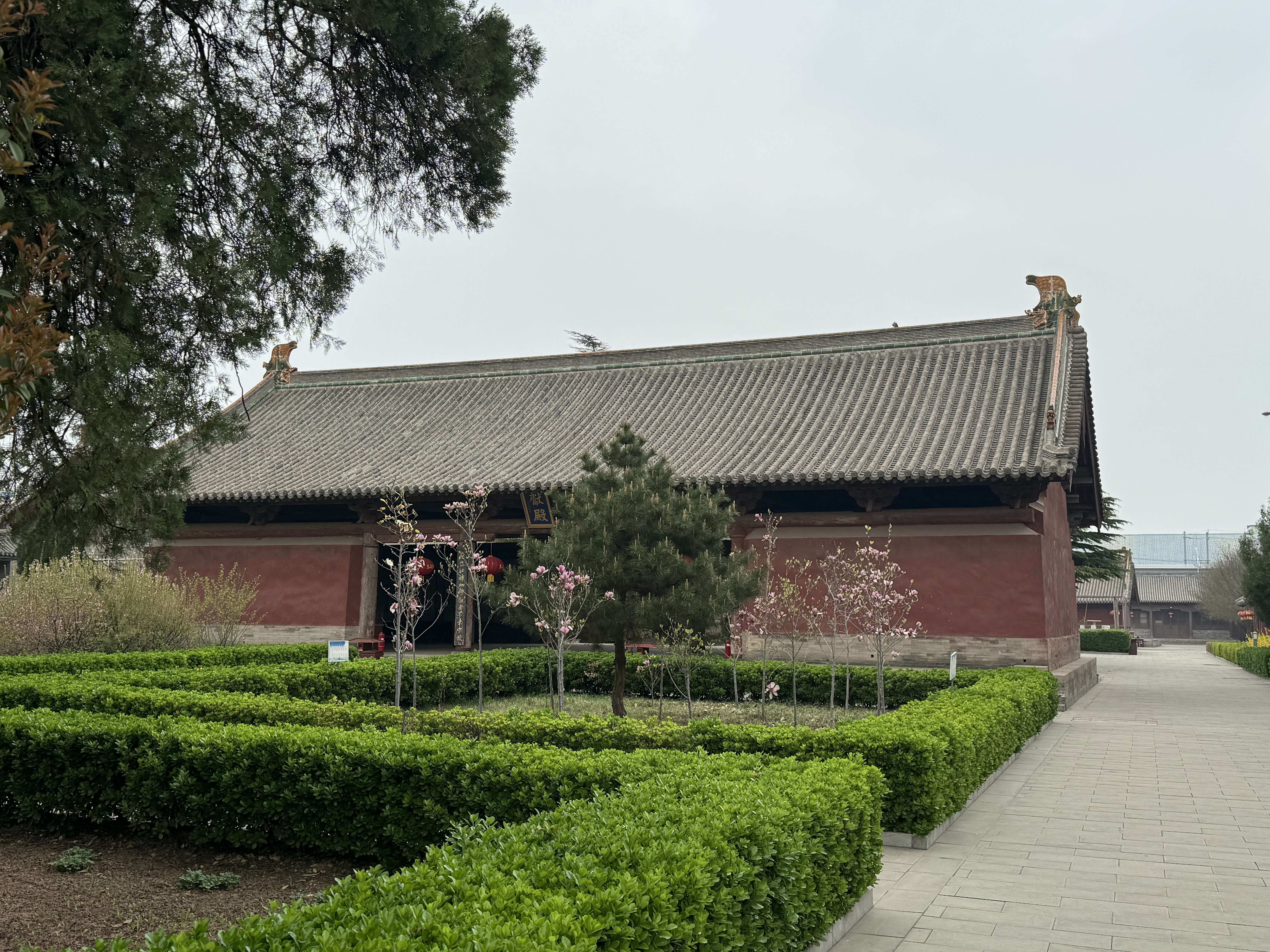
献殿远景

### 享亭(香亭)
香亭是庙宇中上香之处，紧邻正殿，甚至檐角交错。其平面呈方形，十字歇山顶。明正德年间所建。香亭中的十四组石牌和十六根石柱均由临近各村捐建，使用了不同的石材，石柱上刻的字体也不同，狮子的造型亦不一。每根石柱上均有正德十一年（1516年）题记。石牌上雕有祥云飞龙，文革期间用泥糊得以保护下来。

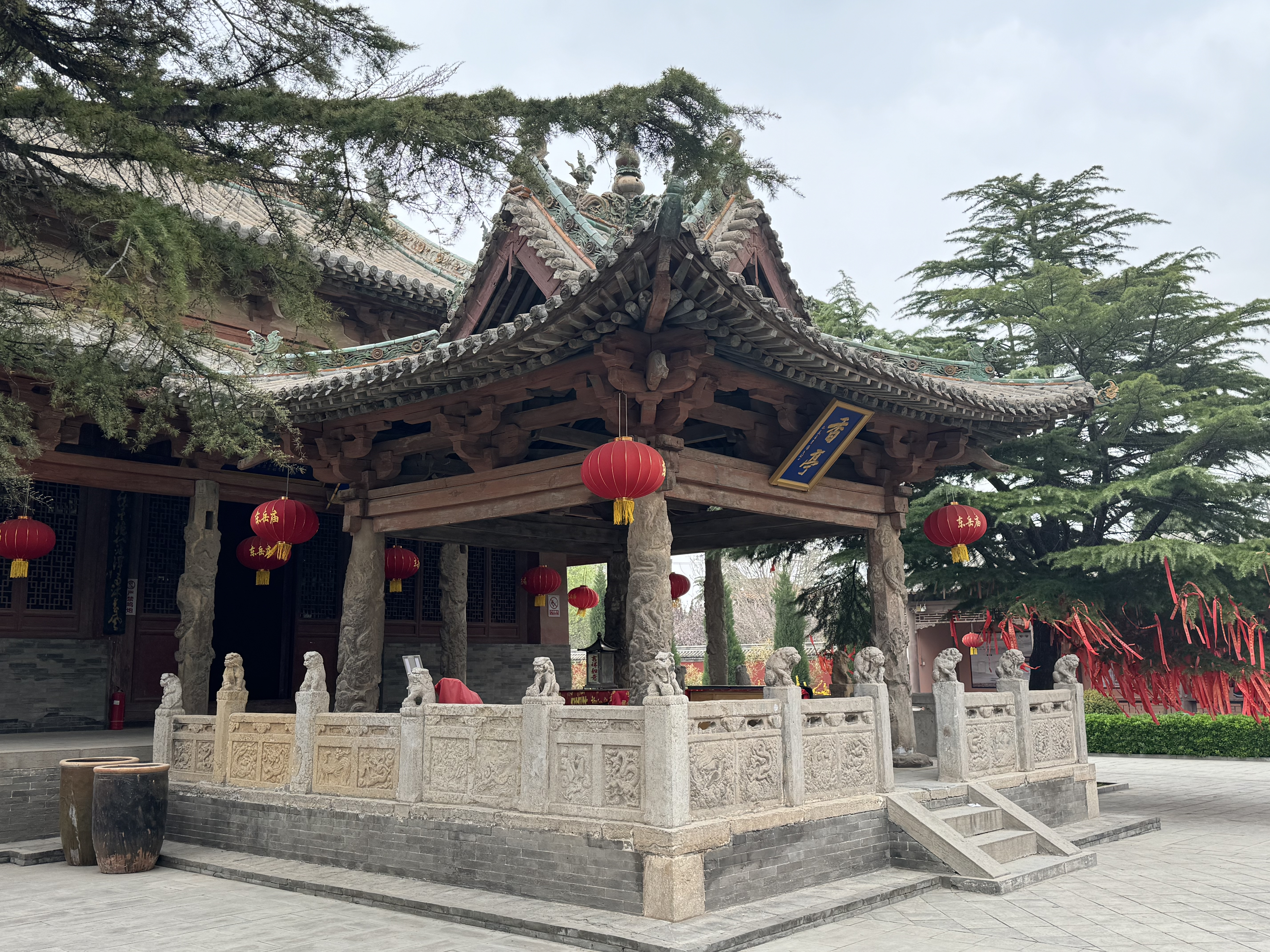
享亭侧面

### 东岳大帝殿
东岳大帝殿为东岳庙的正殿。此殿供奉的是东岳大帝黄飞虎，泰山之神的坐像。民间信仰认为东岳大帝主宰人世的生死轮回，善恶决断。该殿面阔进深各五间，重檐歇山顶。明代木构建筑后清代修缮。殿石柱上有题记，正统十四年（1449年），正德七年（1512年），正德十年（1515年）。殿门悬蓝底金字牌匾“岱岳殿”，门楣悬挂字匾为东岳大帝的《回生宝训》：“天地无私，神明鉴察。不为享祭而降福，不为失礼而降祸。凡人有势不可使尽，有福不可享尽，贫穷不可欺尽。此三者乃天运循环，周而复始。一日行善，福虽未至，祸自远矣！一日行恶，祸虽未至，福自远矣！行善之人如春园之草，不见其长，日有所增；行恶之人如磨刀之石，不见其损，日有所亏。损人利己，切宜戒之。一毫之善，与人方便。一毫之恶，劝人莫做。衣食随缘，自然快乐，算什么命，问什么卜，欺人是祸，饶人是福。天网恢恢，报应自速。谤听吾言，神人鉴服。”

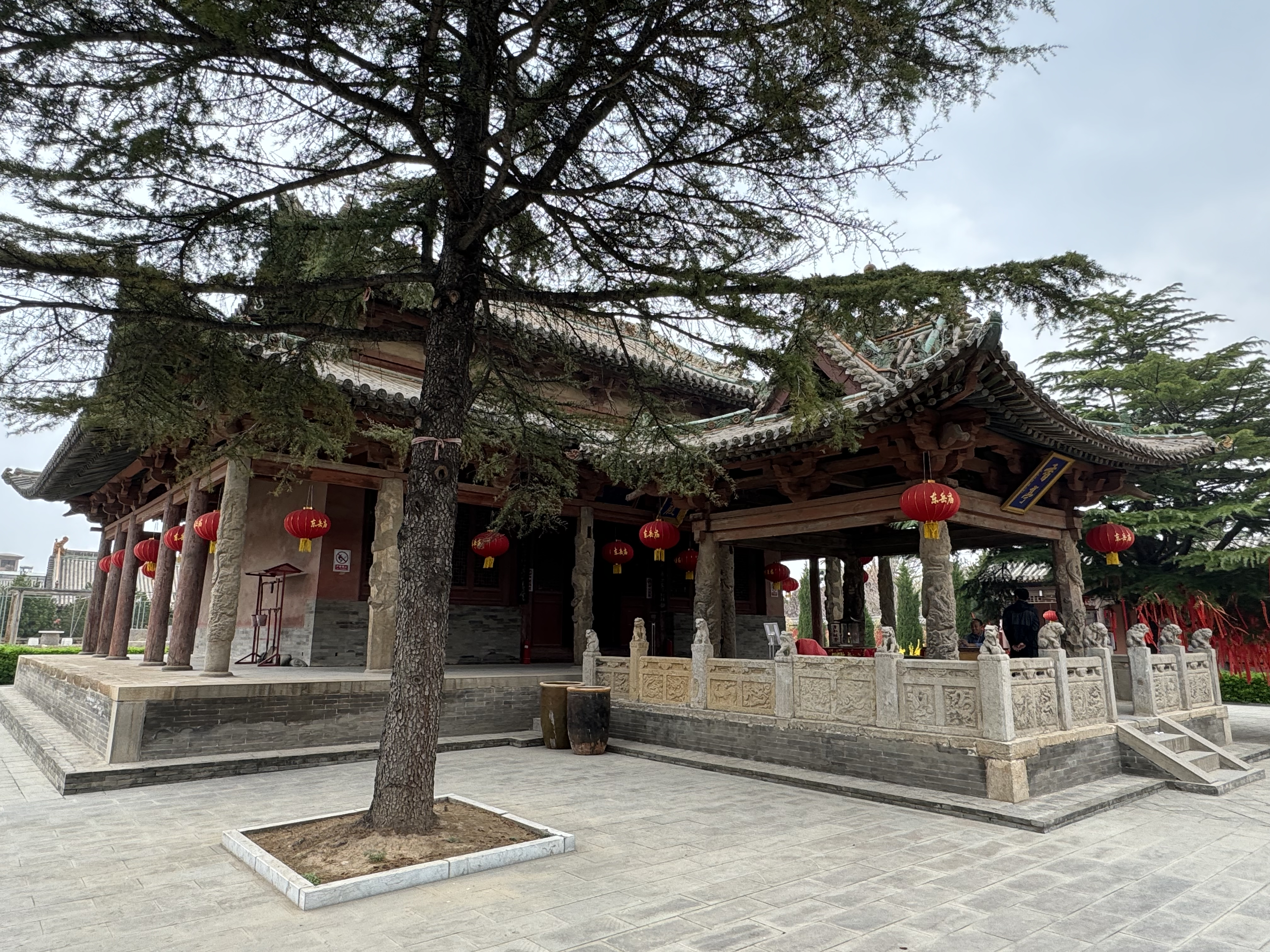
大帝殿侧面
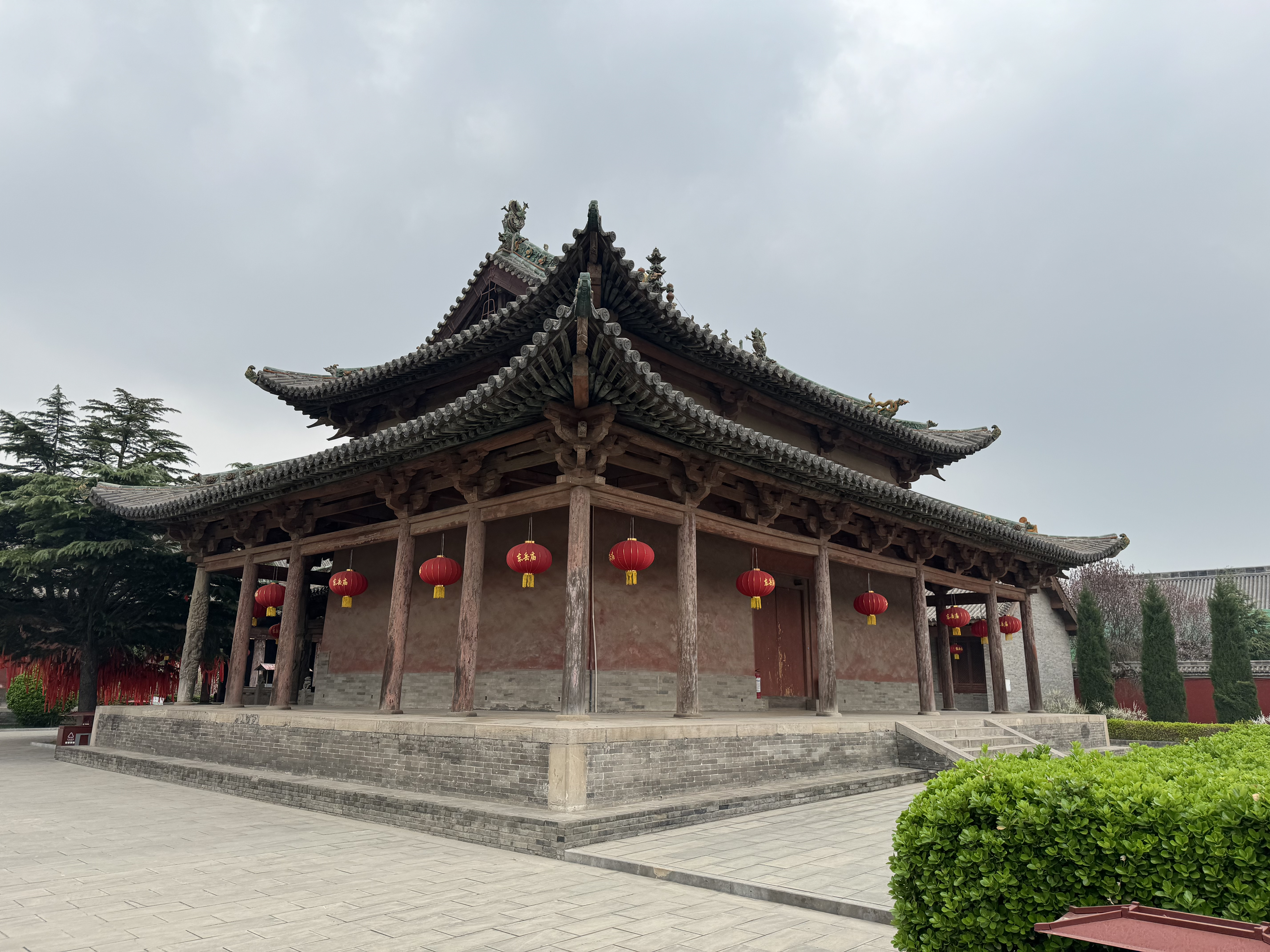
大帝殿背面

### 阎王殿
阎王殿展现七十二司阴曹地府，旨在惩恶扬善。该殿为明万历三十年（1602年）重修。殿石柱上有万历三十年（1602）题记。殿为单檐硬山顶，面阔五间，进深四椽。

## 保护
1957年5月6日，万荣东岳庙由山西省人民政府公布为第一批省级重点文物保护单位。
1988年1月13日，万荣东岳庙由中华人民共和国国务院公布为第三批全国重点文物保护单位，编号3-0129-3-077。

## 衍生
在游戏《黑神话悟空》中，飞云楼为其取景原型。

## 图库

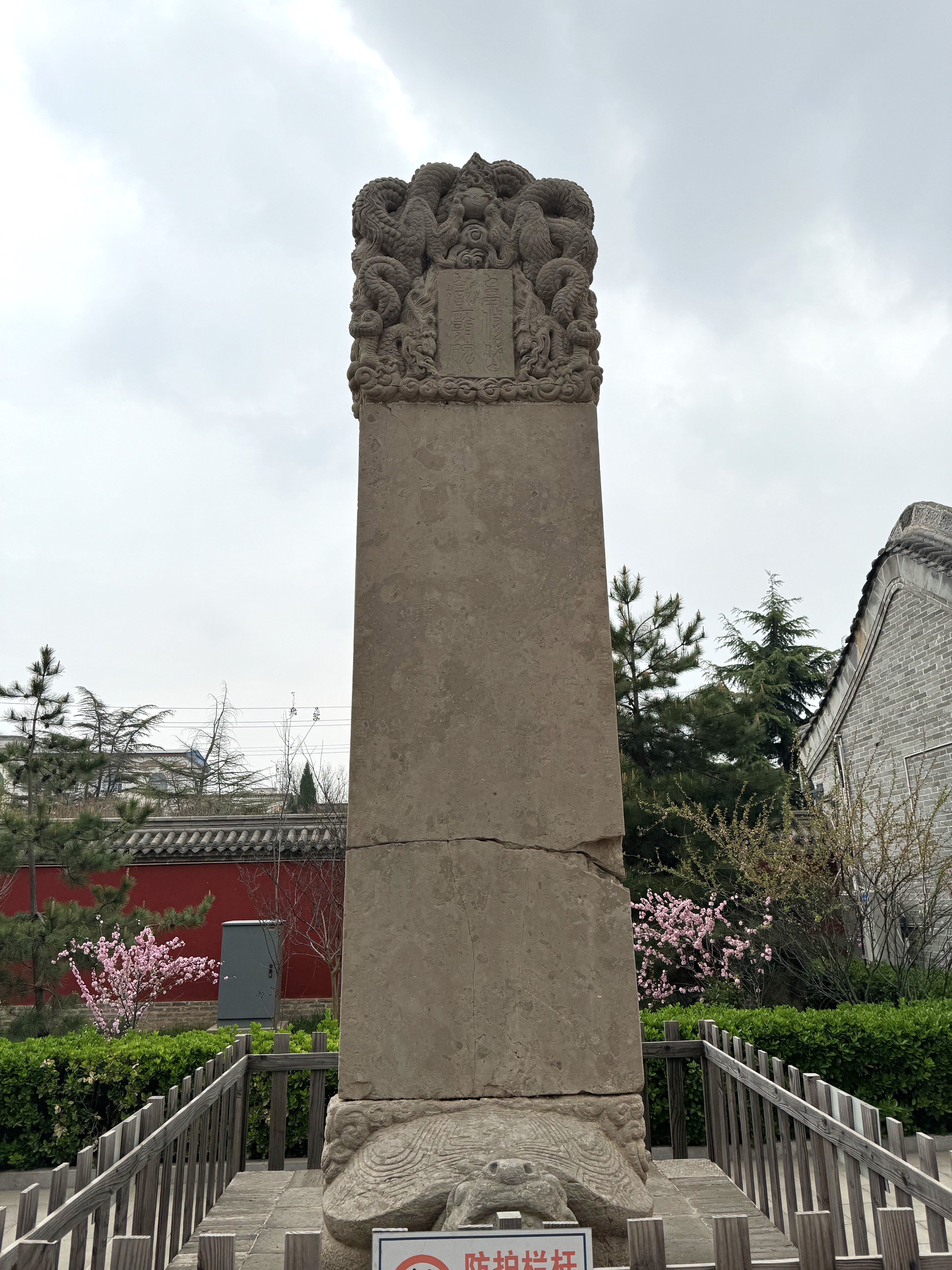
大元国大德癸卯重修东岳庙记
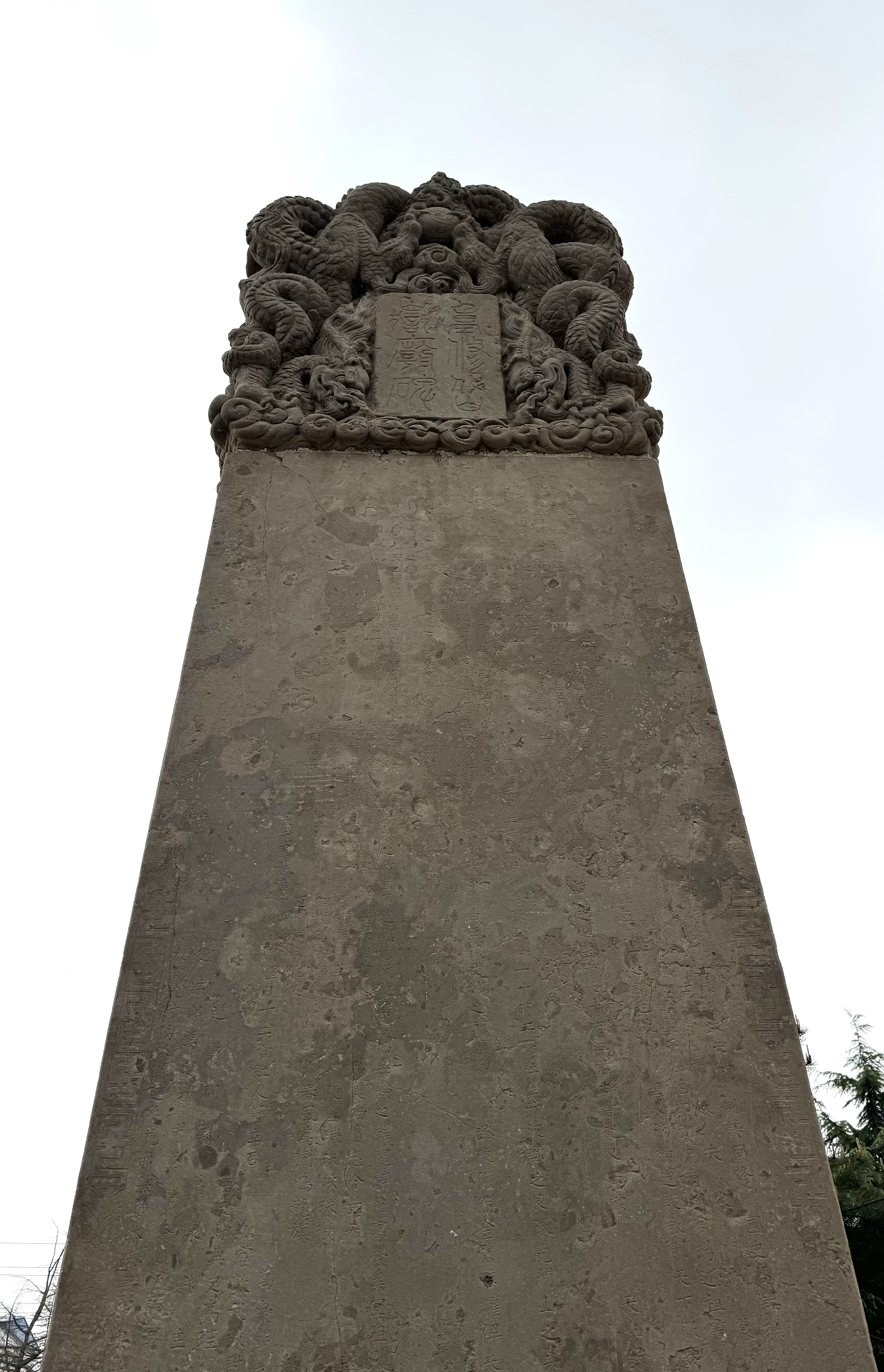
大元国大德癸卯重修东岳庙记碑首
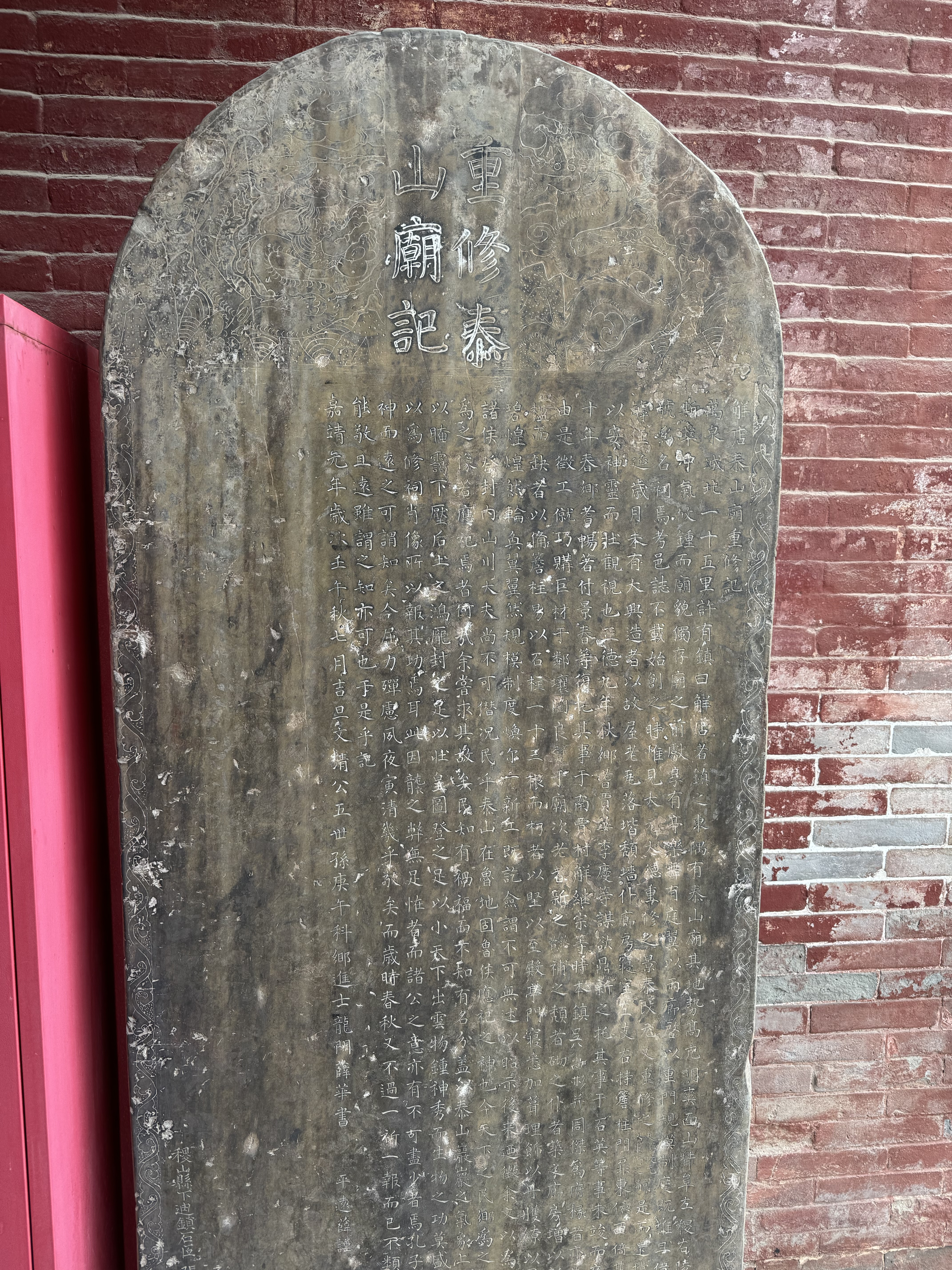
嘉靖元年重修泰山庙记
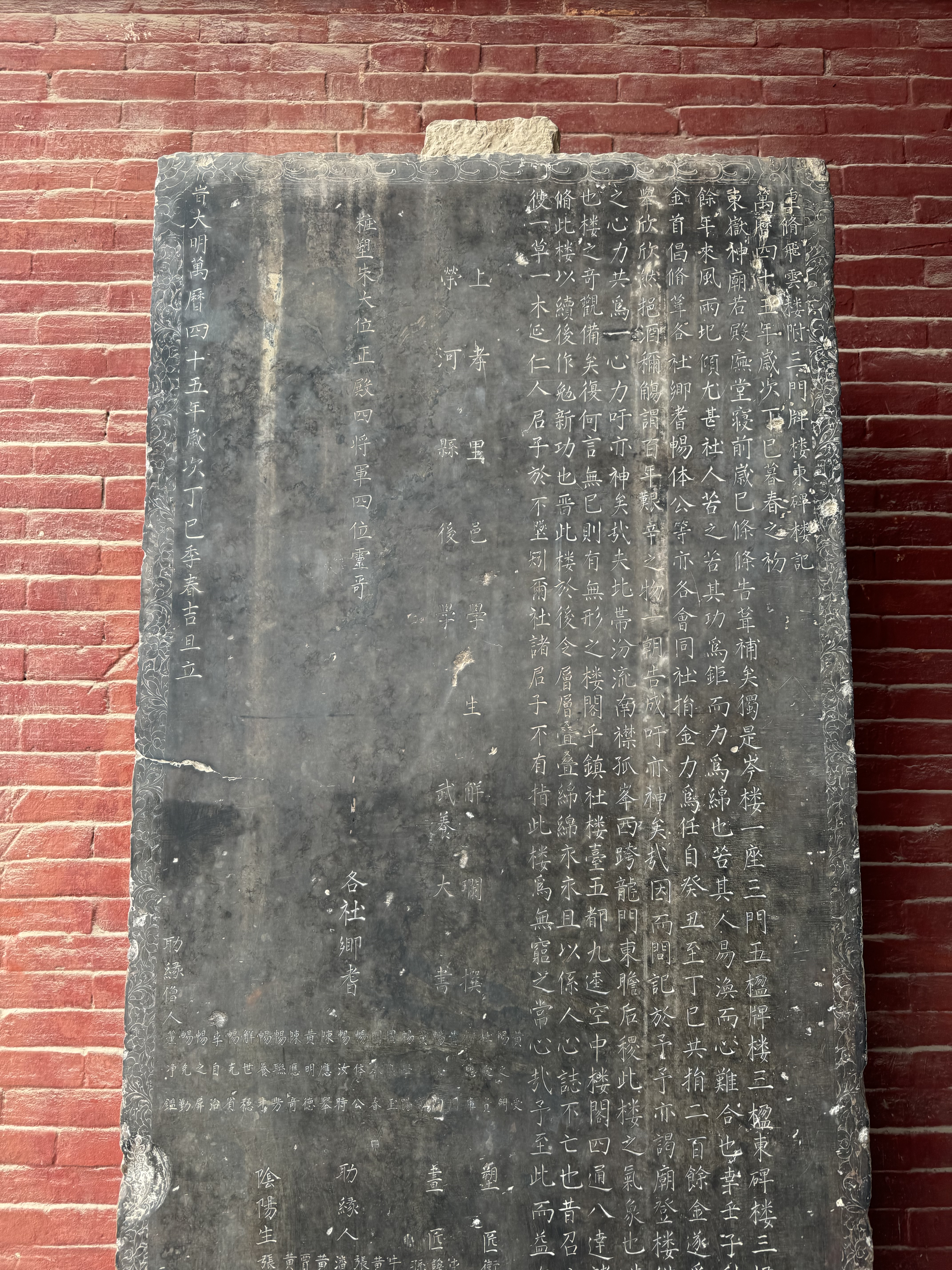
万历四十五年重修飞云楼附三门牌楼东碑楼记
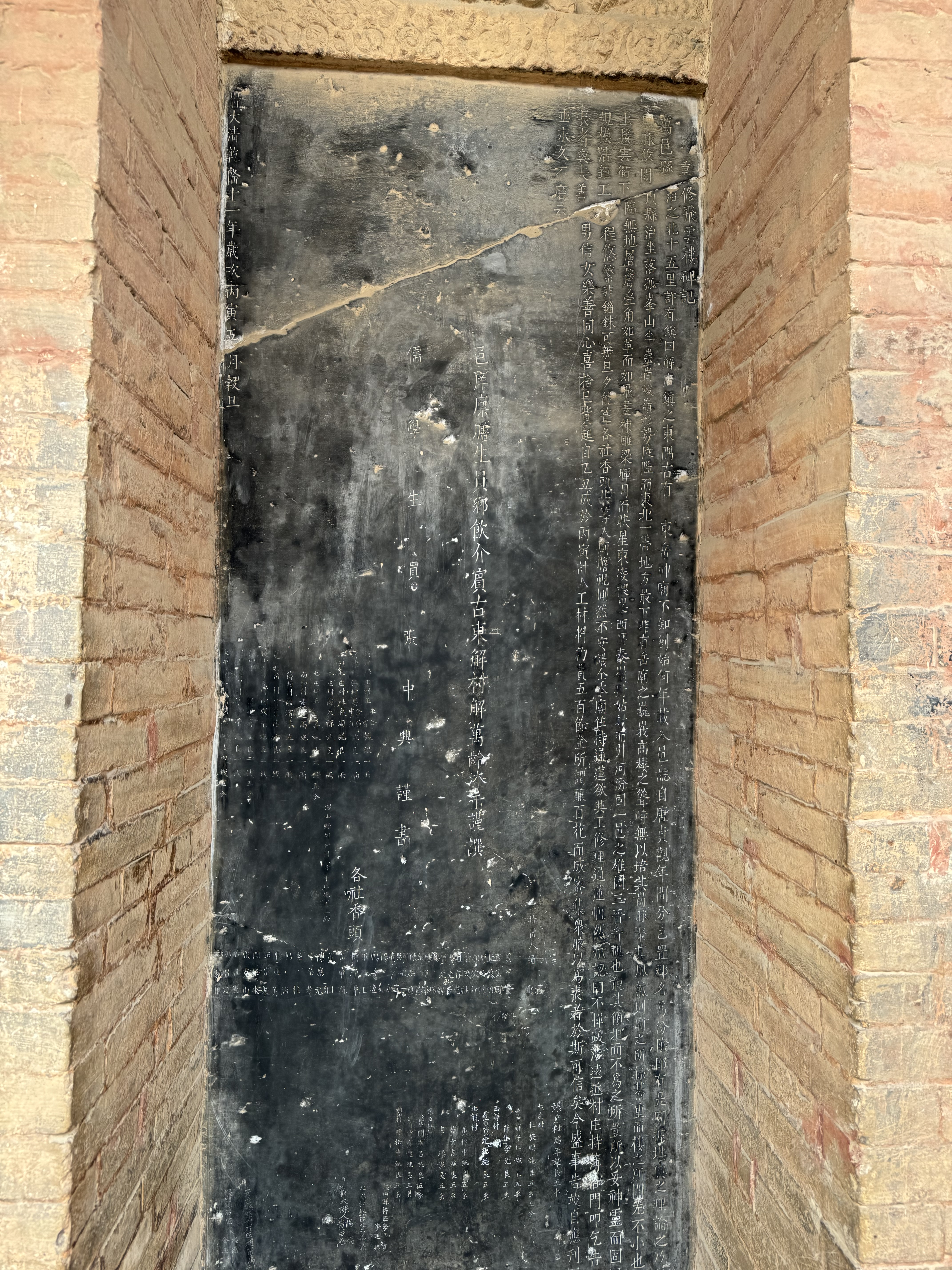
乾隆十一年重修飞云楼碑记